# Shadow Man
Shadow Man è un videogioco sviluppato dalla Acclaim Studios Teesside e pubblicato dalla Acclaim Entertainment. È stato progettato da Guy Miller e Simon Phipps. È in parte basato sul fumetto Shadowman pubblicato dalla Valiant Comics ed è stato distribuito nel 1999 per Nintendo 64, Windows, PlayStation e Dreamcast. 
Una versione rimasterizzata è stata rilasciata per Microsoft Windows il 15 aprile 2021, successivamente il 13 gennaio 2022 per PlayStation 4 e Xbox One e per Nintendo Switch il 17 gennaio 2022.

## Trama

### Premessa
Shadow Man narra la storia di Michael LeRoi, un uomo trasformato in uno Shadow Man, un guerriero voodoo. Dieci anni prima degli eventi del gioco, Mike abbandona i suoi studi universitari dopo aver esaurito i suoi fondi per il suo vizio del gioco d'azzardo e prende lavoro come tassista a Chicago, mantenendo il tutto segreto alla famiglia, che vive a New Orleans. Una notte, durante il suo turno, un suo passeggero viene ucciso da una macchina che spara in corsa, lasciando una valigetta contenente 20.000 dollari. Mike ne approfitta e prende il denaro per poterlo spendere poi per pagare l'operazione al fratello Luke. Tuttavia, la gang lo intercetta e comincia a ricattare la sua famiglia. Nella disperazione, Mike cerca un bokor da cui ricevere protezione dagli attacchi della gang. Questa protezione funziona, ma solo per Mike, poiché durante una sparatoria viene uccisa tutta la sua famiglia tranne lui, che rimane vivo, ma comunque in condizioni critiche.
Dopo essersi ripreso da un coma, Mike scopre di aver perso la memoria. Il bokor riesce a rintracciarlo per riscuotere il debito per la protezione data e lo trasforma nel suo schiavo zombie, che lavora per lui con lo pseudonimo di 'Zero'. Intanto Mama Nettie, una sacerdotessa voodoo che sta per morire, giunge per vendicarsi del bokor, poiché egli aveva agito contro alcuni membri della sua gang. La donna prende Mike e gli impianta la Maschera delle Ombre, un manufatto voodoo, nel suo petto. Mike diventa lo Shadow Man, il successore di una lunga dinastia di guerrieri voodoo africani benedetti dagli dei con poteri soprannaturali per proteggere sia le tribù native che l'intero pianeta dalle minacce provenienti dalla Terra dei Morti - il posto in cui vanno tutti, senza eccezione, quando muoiono. Oltre all'acquisizione dei nuovi poteri, Mike riacquista anche la memoria, che inizia a tormentarlo senza fine. Incapace di poter porre fine alle sue sofferenze infinite a causa della sua immortalità, Mike sceglie di entrare al servizio di Nettie.

### Storia
Una notte del 1888, un'entità chiamata "Legione" intercetta l'architetto John G. Pierce, che si scopre essere l'assassino seriale Jack lo Squartatore, nel suo nascondiglio situato nelle fognature di Londra per convincerlo a entrare nella Terra dei Morti e progettare l'"Asylum", un luogo che avrebbe arruolato tutte le anime delle persone che come loro due avrebbero preso parte alla distruzione del mondo. Persuaso dalle parole dell'entità, Jack si trafigge il petto, togliendosi la vita.
Una notte nel 1999, Nettie ha un sogno profetico in cui cinque serial killer conosciuti come 'I Cinque', sotto gli ordini di un essere immensamente malvagio conosciuto come Legione, tentano di portare l'Apocalisse sulla Terra trasportando un esercito di esseri dannati e immortali attraverso un'enorme costruzione nella Terra dei Morti, nota come 'Asylum'. Turbata, la donna sveglia Mike, gli parla del sogno e gli dà il compito di scongiurare la disgrazia imminente. Riluttante, Mike accetta e usa il suo attaccamento emotivo all'orsetto del defunto fratellino come passaggio per la Terra dei morti per incontrare Jaunty, il collaboratore di Nettie.
Ivi, lo Shadow Man parla con Jaunty, che lo avverte che l'Armageddon è vicino e gli spiriti maligni si stanno riunendo, quindi, su ordine di Mike, apre i cancelli della Terra dei Morti e vi si avventura, in cerca dell'Asylum.

## Personaggi

### Protagonisti
- Michael LeRoi/Shadow Man: Un ex studente di letteratura inglese trasformato nello Shadow Man, un guerriero voodoo che protegge il mondo dalle minacce del male. I jeans di Michael sono stati disegnati dalla Diesel, tanto che appare nei crediti iniziali (versione PSX e versione PC più recente).
- Mama Nettie: Agnetta, o Mama Nettie, è la sacerdotessa voodoo che creò la Maschera delle Ombre e ne controlla il portatore. Apparentemente venticinquenne, Nettie ha in realtà molti secoli, poiché la sua anima risiede nel corpo di una giovane donna. Nettie è una dei due personaggi con i quali il giocatore può conversare regolarmente. Il suo ruolo principale nel gioco è quello di dare suggerimenti riguardanti i livelli o oggetti da trovare per il proseguimento di esso. Tuttavia i suggerimenti non sono espressi in modo diretto, ma facendo allusioni.
- Jaunty: Jaunty è il socio di Nettie nella Terra dei Morti, la vittima di un rapimento, di un esperimento occulto e un accordo con la stessa sacerdotessa. Mentre tornava da un pub a notte fonda, a Dublino, la sua città, Jaunty si trovò alla mercé di un gruppo di studenti che si occupavano dell'occulto, che lo sacrificarono per scopi sperimentali. Dopo aver visto tutto ciò, Nettie, che si trovava casualmente lì vicino nel momento del sacrificio, gli parlò attraverso la Terra dei Morti e gli propose un accordo: un nuovo corpo e una reincarnazione sulla Terra in cambio del suo servizio come guardiano. Jaunty è il secondo personaggio con cui è possibile parlare durante il gioco. Il suo ruolo principale è chiarire i dubbi lasciati dai consigli di Nettie a Mike.

### Antagonisti
- Milton Pike: Un membro del gruppo dei serial killer noti come 'I Cinque'. Milton è conosciuto anche come "Video Nasty Killer", per la sua abitudine di filmare le vittime mentre le seviziava e le uccideva, per poi inviare il tutto ai dipartimenti di polizia locale. Ha partecipato inoltre alla guerra del Vietnam ed è stato membro dell'United States Army Special Forces, il che spiega la sua natura psicopatica. Non molto prima degli eventi narrati dal gioco, Milton viene catturato dagli agenti dell'FBI in seguito ad una sparatoria e rinchiuso nel Penitenziario della Contea di Gardelle, in Texas.
- Marco Roberto Cruz: Un altro membro de 'I Cinque'. Chiamato 'Repo Man' dalla polizia per il modus operandi che usava per uccidere le vittime: egli infatti spacciandosi per un agente del fisco incaricato del sequestro di oggetti, entrava nelle case delle sue vittime per poterle uccidere. Marco ha operato nelle zone della valle della Morte e nel deserto del Mojave, prima di intraprendere una breve carriera da DJ, per poi essere rinchiuso nel Penitenziario della Contea di Gardelle.
- Avery Marx: Un altro membro de 'I Cinque'. Conosciuto come "Home Improvement Killer" per il suo modus operandi che consisteva nello staccare la corrente alla casa della vittima prima di ucciderla nel buio, indossando un paio di occhiali a visione notturna. Dai dialoghi del gioco, si può capire che da piccolo Avery ha subito molestie da parte della madre, che ha ucciso poco dopo. Parte del suo modus operandi inoltre, prevede di lasciare il teschio di un canarino nella scena del crimine, con una poesia rotolata dentro di esso. Per questo alleva canarini in casa.
- John G. Pierce/Jack lo squartatore: Altro membro de 'I Cinque', John Pierce è un personaggio fittizio basato sul vero assassino dell'Epoca vittoriana, conosciuto come Jack lo squartatore. Nel 1888 Legione appare a Jack, illustre architetto, e lo convince a commettere suicidio, in modo tale che entri nella Terra dei Morti e progetti l'"Asylum", un luogo per tutti gli individui "incompresi" della Terra (serial killer, pedofili, e così via) per cercarvi rifugio. Resta lì fino al 1999, anno in cui torna nella Terra dei Vivi e ricomincia con gli omicidi.
- Victor Karl Batrachian: Figlio di un banchiere benestante a Ginevra, Victor è il leader de 'I Cinque', conosciuto anche come "The Lizard King" (Il Re Lucertola). Victor era un ottimo studente, e alla fine dei suoi studi ottenne un dottorato di ricerca in psichiatria forense e la nomina di medico generico. Di lì a poco iniziò ad uccidere le sue pazienti anziane, dopo averle convinte a farsi dare una forte somma di denaro, che gli sarebbe servita per avere dei documenti falsi ed emigrare negli USA, per poi ottenere una Green Card. Dopo essere arrivato negli USA ricominciò ad uccidere, firmandosi come 'The Lizard King', per poi essere catturato e rinchiuso nel Penitenziario della Contea di Gardelle, nel braccio della morte aspettando la sua esecuzione. Il suo cognome è probabilmente un riferimento agli sviluppatori come "batrachos" (βατραχος) che in greco significava "rana".
- Legione: Legione è l'antagonista principale del gioco. Non si sa esattamente quale sia il suo ruolo, anche se nel manuale delle istruzioni del gioco appare scritta una citazione di Marco 5:9:

Questo lascia intendere che il Legione del gioco sia lo stesso demonio esorcizzato da Gesù nella Bibbia. Legione inoltre cita e parafrasa spesso questo passaggio, riferendosi a lui come 'noi'. Le ultime parole del passaggio, "perché noi siamo tanti" sono usate come un mantra da 'I Cinque'. Legione veste una sorta di frac grigio, dei pantaloni a righe porpora e una camicia gialla, e porta una spada tipica dei ceti nobili. Tuttavia, la cosa più inquietante è la sua bocca, che sanguina senza fine. È il boss finale del gioco.

## Modalità di gioco
Shadow Man si presenta come un gioco di terza persona dotato di elementi di piattaforme e d'azione. Gli scenari del gioco hanno molti temi che variano, dalla palude appena fuori da New Orleans, alle aride terre della Terra dei Morti, dalla metropolitana di Londra, alle sale da gioco intrise di sangue dell'Asylum. In generale, l'atmosfera del gioco è molto tetra e oscura, e spesso anche molto violenta. La musica è di Tim Haywood.
Shadow Man è un gioco di avventura comparabile con Tomb Raider o la saga di The Legend of Zelda. Gran parte del gioco è svolta in terza persona, ma c'è un'opzione che rende possibile il gioco in prima persona. Il giocatore può correre, saltare, arrampicarsi, nuotare ed eseguire altre azioni. Il combattimento è concentrato sull'uso di armi da fuoco, la più importante delle quali la Shadowgun, una pistola che consente a Mike di incanalare la sua potenza ombra e di ottenere energia vitale dai nemici. Tuttavia sono presenti altre armi, che usano energia voodoo, armi ordinarie terrestri, e così via.
Shadow Man è inoltre uno dei pochi giochi del suo tempo che usano il target in 3D (usato specialmente da The Legend of Zelda: Ocarina of Time un anno prima). Questo permetteva ai giocatori di "bloccare" il mirino su un nemico e correre attorno a loro durante un combattimento. Un'altra caratteristica unica di Shadow Man al suo tempo, era la possibilità di controllare due armi diverse contemporaneamente e indipendentemente l'una dall'altra.
Lo scopo principale del gioco è collezionare le "Anime Prave", ovvero 120 anime indistruttibili che rendono Mike più forte quando vengono assorbite. Queste sono le anime che Legione vuole sfruttare per rendere il suo esercito immortale. Ogni volta che il giocatore prende un'anima prava, il livello di forza dell'ombra salirà (fino a raggiungere il livello 10), e che inoltre serve per due cose fondamentali: aumentare la potenza della Shadowgun, in modo da sferrare attacchi sempre più forti, e aprire i cancelli, che possono essere aperti solo quando si hanno un certo numero di anime raccolte. Inoltre la potenza voodoo aumenta, pertanto è possibile tenere più a lungo le armi che ne fanno uso.
Uno scopo secondario del gioco è collezionare dei piccoli vasi cerimoniali chiamati 'cadeaux' ('doni' in francese). Quando il giocatore riesce a collezionare 100 cadeaux, questi possono essere portati nel 'Tempio della Vita' e quindi possono essere offerti ai 'Loa' (dei della Terra dei Morti) per incrementare di un'unità la vita. In tutto ci sono 512 cadeaux nel gioco, che una volta raccolti possono dare altre cinque unità di vita.
Un altro aspetto interessante di Shadow Man è il fatto che non c'è bisogno seguire un ordine. Infatti il giocatore è libero di sbloccare un livello o un altro, o sconfiggere prima un boss e poi un altro senza dover rispettare un ordine particolare, con l'unica limitazione delle Anime Prave.

## Differenze tra il gioco e il fumetto
A parte il tema della mitologia voodoo presente in entrambi i Shadow Man, hanno davvero poco in comune. L'unica connessione tra i due è il personaggio principale del fumetto, Jack Boniface, che fa un piccolo cameo nel gioco come uno Shadow Man passato menzionato in un rapporto nel gioco visibile solo al giocatore.
Tuttavia, una seconda serie a fumetti di Shadowman (rinominata Shadow Man, con lo spazio come quello del gioco, o Shadowman V2) fu lanciata vicino alla distribuzione del gioco. Questa seconda serie e il gioco stesso sono praticamente identici, condividendo, tra le altre cose, Mike, Jaunty, e un remake di Nettie.

## Accoglienza
Le versioni PC, N64 e Dreamcast hanno ricevuto recensioni favorevoli, mentre la versione per PlayStation ha ricevuto recensioni miste o medie.
Ad oggi Shadow Man ha venduto un milione di copie circa su tutte le piattaforme per cui è stato distribuito, rendendolo uno dei più grandi successi della Acclaim di sempre.

## Serie
Shadow Man: 2econd Coming (2002) sequel, sviluppato da Acclaim Studios Teesside e pubblicato da Acclaim Entertainment in esclusiva per PlayStation 2. 
Shadowman: Darque Legacy (2024) terzo videogioco, il protagonista è Jack Boniface, attualmente in sviluppo da Blowfish Studios, la pubblicazione è pianificata per l'inverno 2024 per le console PS5, Xbox Series X/S e PC.

### Remastered
Il 15 aprile 2021 è stata pubblicata l'edizione Shadowman remastered, sviluppata da Night Dive Studios e dalla stessa Acclaim per Microsoft Windows, il 13 gennaio 2022 per PlayStation 4 e Xbox One e il 17 gennaio 2022 per Nintendo Switch.